# Tour du Finistère 2002
Il Tour du Finistère 2002, diciassettesima edizione della corsa, si svolse il 2 settembre su un percorso con partenza e arrivo a Quimper. Fu vinto dallo spagnolo David Bernabéu della Carvalhelhos-Boavista davanti al belga Johan Coenen e al francese Eddy Lembo.

## Ordine d'arrivo (Top 8)
| Pos. | Corridore          | Squadra                   | Tempo    |
| ---- | ------------------ | ------------------------- | -------- |
| 1    | David Bernabéu     | Carvalhelhos-Boavista     | 4h34'43" |
| 2    | Johan Coenen       | Marlux-Ville de Charleroi | a 1'14"  |
| 3    | Eddy Lembo         | Saint-Quentin Oktos       | s.t.     |
| 4    | Mickaël Pichon     | Bonjour                   | s.t.     |
| 5    | Régis Lhuillier    | FDJ                       | s.t.     |
| 6    | Benoît Poilvet     | Crédit Agricole           | s.t.     |
| 7    | Philippe Gilbert   |                           | a 3'16"  |
| 8    | Olivier Perraudeau | Bonjour                   | a 3'26"  |